# Campionatul Mondial de Scrimă din 1982
Campionatul Mondial de Scrimă din 1982 s-a desfășurat în perioada 15 iulie–24 iulie la Roma în Italia.

## Rezultate

### Masculin
| Probă                 | Aur                                                                                 | Argint                                                                                     | Bronz                                                                               |
| Spadă la individual   | Jenő Pap (HUN)                                                                      | Leszek Swornowski (POL)                                                                    | Ernő Kolczonay (HUN)                                                                |
| Spadă pe echipe       | Franța Olivier Lenglet Philippe Boisse Michel Salesse Philippe Riboud               | Elveția Daniel Giger Olivier Carrard Gabriel Nigon Patrice Gaille Michel Poffet            | Ungaria · Ernő Kolczonay · Jenő Pap · Zoltán Székely · István Gelley · Péter Takács |
| Floretă la individual | Aleksandr Romankov (URS)                                                            | Mauro Numa (ITA)                                                                           | Federico Cervi (ITA)                                                                |
| Floretă pe echipe     | Uniunea Sovietică Aleksandr Romankov Vladimer Apțiauri Iuri Lîkov Vladimir Logvin   | Franța Didier Flament Pascal Jolyot Frédéric Pietruszka Philippe Omnès Patrick Groc        | Italia Federico Cervi Andrea Borella Angelo Scuri Mauro Numa Carlo Montano          |
| Sabie la individual   | Viktor Krovopuskov (URS)                                                            | Andrei Alșan (URS)                                                                         | Imre Gedővári (HUN)                                                                 |
| Sabie pe echipe       | HUN · Imre Gedővári · Pál Gerevich · György Nébald · Zoltán Nagyházi · Imre Bujdosó | Italia Giovanni Scalzo Michele Maffei Ferdinando Meglio Gianfranco Dalla Barba Marco Marin | Uniunea Sovietică Serghei Kazokin Andrei Alșan Viktor Krovopuskov Mihail Burțev     |

### Feminin
| Probă                 | Aur                                                                                           | Argint                                                                                             | Bronz                                                                             |
| Floretă la individual | Nailea Gileazova (URS)                                                                        | Dorina Vaccaroni (ITA)                                                                             | Mandy Niklaus (DDR)                                                               |
| Floretă pe echipe     | Italia Dorina Vaccaroni Carola Cicconetti Anna Rita Sparaciari Clara Mochi Margherita Zalaffi | Ungaria · Edit Kovács · Zsuzsanna Szőcs · Magda Maros · Gertrúd Stefanek · Ildikó Schwarczenberger | RFG Cornelia Hanisch Ingrid Losert Sabine Bischoff Gudrun Lotter Christiane Weber |

## Clasament pe medalii
| Loc | Țară                        | Aur | Argint | Bronz | Total |
| --- | --------------------------- | --- | ------ | ----- | ----- |
| 1   | Uniunea Sovietică           | 4   | 1      | 1     | 6     |
| 2   | Ungaria                     | 2   | 1      | 3     | 6     |
| 3   | Italia                      | 1   | 3      | 2     | 6     |
| 4   | Franța                      | 1   | 2      | 0     | 3     |
| 5   | Elveția                     | 0   | 1      | 0     | 1     |
| 6   | RFG                         | 0   | 0      | 1     | 1     |
| 6   | Republica Democrată Germană | 0   | 0      | 1     | 1     |